# Find
find – program uniksowy służący do wyszukiwania plików o żądanych parametrach.

## Przykłady użycia
- find /mnt/Muzyka -iname '*Madonna*' – przeszuka katalog /mnt/Muzyka i jeśli natrafi na plik, który w nazwie posiada wyraz „madonna” (wielkość liter nie ma znaczenia) to wyświetli jego nazwę wraz ze względną ścieżką dostępu;
- find /mnt/Muzyka ! -name '*Madonna*' – przeszuka katalog i wyświetli nazwy plików, które nie mają w sobie nazwy „Madonna” (wielkość liter ma znaczenie);
- find . -name 'dane.*' – wyszukiwanie pliku o nazwie dane.* w katalogu bieżącym i w jego podkatalogach;
- find / -name 'dane.*' – wyszukiwanie pliku o nazwie dane.* zaczynając od katalogu głównego;
- find /katalog/ -user osoba -type d – poszukiwanie podkatalogów w katalogu /katalog należących do użytkownika osoba;
- find / -type f | wc -l - liczba plików na dysku

## Lista wyrażeń pierwotnych
- name nazwa – prawda, jeśli aktualnie przetwarzany plik ma nazwę nazwa
- perm liczba – prawda, jeśli prawa dostępu (ósemkowo) zgadzają się z parametrem liczba
- type t – prawda, jeżeli plik jest typu t (w miejsce t podstawiamy litery określające typy plików:

```
   
b
 – blokowy (buforowany) plik specjalny
   
c
 – znakowy (niebuforowany) plik specjalny
   
d
 – katalog
   
p
 – łącze nazwane (FIFO)
   
f
 – zwykły plik
   
l
 – dowiązanie symboliczne
   
s
 – gniazdo
```

- links n – prawda, jeżeli plik ma n linków
- user nazwa – prawda, jeżeli właścicielem pliku jest użytkownik nazwa (można podać ID lub nazwę z pliku /etc/passwd)
- group nazwa – prawda, jeżeli plik należy do grupy nazwa (można podać ID lub nazwę z pliku /etc/passwd)
- size  n [c] – prawda, jeżeli plik ma długość n bloków po 512 bajtów (lub N bajtów jeżeli po liczbie n podano literę  c)
- mtime n – prawda, jeżeli plik był modyfikowany przed n czasu
- atime n – prawda, jeżeli plik był używany przed n dniami
- ctime n – prawda, jeżeli węzeł pliku (jego status) był zmieniany przed n dniami
- newer plik – prawda, jeżeli badany plik był modyfikowany później niż plik
- print – zawsze prawda, wyświetla na standardowym wyjściu pełną nazwę pliku
- depth – zawsze prawda, powoduje przeszukanie najpierw wszystkich podkatalogów
- mindepth liczba – przeszukanie podkatalogów o przynajmniej liczba poziomie zagłębienia
- maxdepth liczba – przeszukanie podkatalogów o najwyżej liczba poziomie zagłębienia